# Нойдерфль
Нойдерфль (нім. Neudörfl, угор. Lajtaszentmiklós) — ярмаркова громада округу Маттерсбург у землі Бургенланд, Австрія.
Нойдерфль лежить на висоті  273 м над рівнем моря і займає площу  9 км². Громада налічує 4282 мешканців. 
Густота населення 476/км².  
|                                    |
| Нойдерфль на мапі округу та землі. |

Бургомістом міста є Дітер Пош від Соціал-демократичної партії Австрії. Адреса управління громади:  7201 Neudörfl.

## Демографія
Історична динаміка населення міста за даними сайту Statistik Austria

## Виноски
1. ↑  Dauersiedlungsraum der Gemeinden Politischen Bezirke und Bundesländer - Gebietsstand 1.1.2018 — Статистичне управління Австрії.
2. ↑  Einwohnerzahl 1.1.2018 nach Gemeinden mit Status, Gebietsstand 1.1.2018 — Статистичне управління Австрії.
3. ↑   www.neudoerfl.gv.at
4. ↑  Gemeindedaten von Neudörfl
5. ↑  Ohne ISBN. Kein Bibliotheksstück nachweisbar.

| Австрія | Це незавершена стаття з географії Австрії. Ви можете допомогти проєкту, виправивши або дописавши її. |